# ヘザー・バロン・グレイシー
ヘザー・バロン・グレイシー（Heather Baron-Gracie、1995年1月17日 - ）は、イングランドの女性シンガーソングライター、ミュージシャン。インディー・ポップロックバンド「ペール・ウェーブス」のボーカル兼ギタリストとして知られる。

## 来歴

### 生い立ち
ランカシャープレストンで生まれた。中学に入学する頃、バロン・グレイシーは衰弱性脊椎痛を経験した： 「事故に遭ったわけではないんです。ずっと脊椎を痛めながらもスポーツをしていたの」と彼女は2018年に『イブニング・スタンダード』紙で語っている。それは、脊椎固定手術を必要とするほど深刻なものであり、ほとんど麻痺状態に陥り、1年間学校を休まざるを得なかった。バロン・グレイシーが音楽に深くのめり込むようになったのは、痛みが回復している間のことで「私はいつも（音楽に）夢中だった......。それ以来、これが私のやりたいことなの」と語っている。
マンチェスターにあるブリティッシュ・アンド・アイリッシュ・モダン・ミュージック・インスティテュート（BIMM）に通い、そこで後にペール・ウェーヴスのドラマーとなるシアラ・ドランと出会った。2人は大学が主催するFacebookのグループを通じてつながり、似たような美的感覚と性格のおかげで、すぐに親しくなった。

### ペール・ウェーブス
当初は「クリーク」と呼ばれていたペール・ウェーブスは、2014年にクレイイシーとドーランによって結成された。後にバンドは拡大し、ヒューゴ・シルヴァーニとチャーリー・ウッドが加わった。同バンドはインディペンデント・レーベルのダーティ・ヒットと契約し、EP『All the Things I Never Said』（2018年）と2枚のアルバム『My Mind Makes Noises』（2018年）と『Who Am I? (2021). サード・アルバム『Unwanted』は2022年8月にリリースされた。

## アーティスト性

### 影響
ヘザー・バロン・グレイシーが制作する楽曲の多くは、ザ・キュアー、プリンス、マドンナなどの1980年代のアーティストから影響を受けている。また影響を受けたアーティストとしてアヴリル・ラヴィーン、アラニス・モリセット、コートニー・ラブ、リズ・フェア、ミシェル・ブランチ、ディクシー・チックス、ケイシー・マスグレイヴスを挙げている。アルバムに関しては、はザ・キュアー『ディスインテグレーション』（1989年）、パラモア『オール・ウィ・ノウ・イズ・フォーリング』（2005年）と『ライオット!』（2007年）、ルーシー・ローズ『ライク・アイ・ユーズド・トゥ』（2012年）、ドーター『イフ・ユー・リーヴ』（2013年）、ムナ『アバウト・ユー』（2017年）などが、彼女とバンドの音楽スタイルに影響を与えたとしている。
『アイリッシュ・タイムズ』紙のインタビューでドロレス・オリオーダンに影響を受けたことについて「クランベリーズが大好き。彼らは素晴らしかった。私は間違いなくドロレス・オリオーダンを尊敬している。彼女の歌声は、私が最も好きな歌声のひとつよ。彼女は自分らしさを全面に押し出していた。彼女のファッション・センスが大好きで、とてもクールな人だった」と語っている。

### 使用機材
ヴォックス・ファントムを弾いていることで知られている。The 1975のマシュー・ヒーリーから誕生日プレゼントとしてこのギターを初めてもらった。しかし、そのギターの大きさゆえに、バロン＝グレイシーはライヴで弾くのに苦労し、マグネット誌に「サウンドも演奏も素晴らしかったけど、12弦だったからライブで弾くのは難しかった。私は小さい人間なのに、このギターは私と同じくらい大きかった。倒れてばかりだった」と語っている。レコード・レーベル、ダーティー・ヒットの代表であるハイメ・オボーンは、その後、知り合いのギター愛好家に連絡を取った。この人物は、バロン＝グレイシーがライブ・パフォーマンスで使用できるように、カスタムメイドとして黒のVox Phantom 6弦を特注してくれたという。

### ビジュアルスタイル

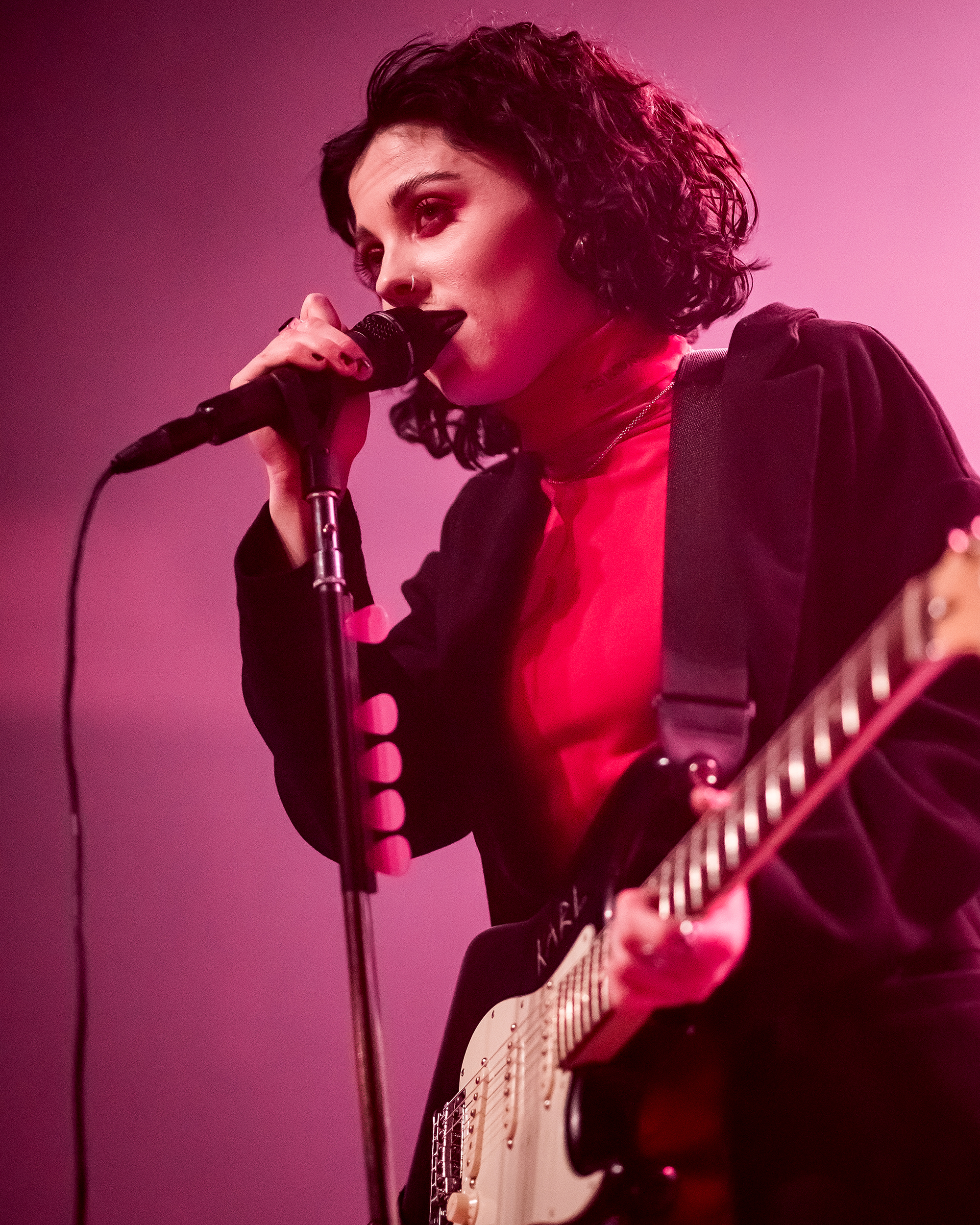
2018年

彼女は時折ゴスと形容される視覚的美学とファッションセンスで知られている。『イブニング・スタンダード』紙のインタビューで「私はいつもダークなファッション、ゴシックなもの、ヴァンパイアが好きなんだ。夏服よりも葬式用の服が好きなんだ。アウトサイダーのような感覚からきているのです」と説明している。ペール・ウェーヴスの「ハイファイでポップな高揚感」との「黒曜石のようなゴシックな美学」の並置について様々な批評家の議論を巻き起こした： 『ミルウォーキー・レコード』紙のオーウェン・タナーは、彼女のルックスに対してを「テイラー・スウィフトがハロウィンのためにビートルジュースを扮した」と評し、『Gigwise』紙のジェシー・アトキンソンは「アヴリル・ラヴィーンのゴシック主義」と呼んだ。そのような美的感覚から、彼女がヘヴィメタル、メタルコア、スクリーモといったバンドで活動していると思われがちだが、それに対して「最大の誤解のひとつ」と公言している。ビジュアル・スタイルと彼女のバンドのスタイルが対照的であることから、時折「ゴス・ベイティング」と非難されることがある。これに対して彼女は「ファースト・アルバムでは、基本的に......アイシャドーをつけて、本質的にポップ・ミュージックのような演奏をしたことで、たくさんの非難を受けた」と『NYLON』で語っているが、こうした批判を何度も跳ね返してきた： 前述のNYYLONのインタビューで彼女は「私が演奏したいような音楽を演奏するために、何も身につける必要はない」と強調し、また『MAGNET』のインタビューでは「私が気分の悪いヴァンパイアのように見えたいのなら、そうさせて！」と強調した。

## 私生活
ゲイ・コミュニティのオープンなメンバーであり、『ヴァニティ・フェア』誌のインタビューで「私がストレートだと思っている人が多すぎる．私はストレートじゃない。私はずっとゲイだったの。子宮から出てきたとき、私はゲイだとわかったのです」と語っている。シンガーソングライターのケルシー・ラックと交際しており、ラックはペイル・ウェーブスのアルバム『Who Am I?(原題)』の歌詞とテーマを執筆していたとき、バロン・グレイシーの「ミューズ」として活躍した 。ラックはペイル・ウェーヴスのシングル「You Don't Own Me」のビデオを共同監督し、2人は「She's My Religion」のビデオで共演した。